# 김포 수안산성
김포 수안산성(金浦 守安山城)은 대한민국 경기도 김포시 대곶면 율생리, 수안산 정상부에 위치한 테뫼식(산봉우리를 둘러쌓아 성을 축조한 것) 석축산성이다. 1996년 1월 18일 경기도의 기념물 제159호로 지정되었다.

## 개요
김포시 대곶면의 수안산 정상부에 위치한 테뫼식(산봉우리를 둘러쌓아 성을 축조한 것) 석축산성이다.
'수안산(燧安山)'이라는 명칭은 정상부에 조선시대의 봉화대(봉수대烽燧臺)가 있어 이름 붙여진 것으로, 수안산성(守安山城)을 수안산성(燧安山城)이라고도 쓴다. 지리적으로 강화도와 마주보며 육지로 통하는 길목에 위치한 전략적 요충지로, 수안산 봉수는 남쪽으로는 김포 백석산 봉수에 응하고, 바다 건너 강화 대모산 봉수에 응하였다고 한다.
산성의 둘레는 578.5m로, 성벽은 남벽 일부에서만 확인되고 있다. 잔존 성벽의 규모는 높이 2.2m(10단)로 원 성벽의 높이는 3m이상이었던 것으로 추정된다. 자연적인 지형을 그대로 이용하여 외부에 돌을 쌓는 축조방법은 한강유역 통일신라의 산성 양식과 비슷하며, 출토된 유물 등을 보아도 신라가 진흥왕시기 한강하류 지역을 장악하고 쌓은 성으로 생각된다.
성내 시설물로는 정상부에 1개소, 남벽 부근에 3개소 등 4개소의 건물지가 확인되며, 서벽에 문지(門址)와 치성지(致誠址)로 추정되는 곳이 있다.

## 현지 안내문
수안산의 정상부에 쌓은 퇴뫼식의 석축산성인 이 성은, 동서 방향을 장축 방향으로 하는 장타원이다. 성내에는 수산산 봉수가 있었다.
이 봉수는 남쪽으로는 김포현 백석산에 응하고 서쪽으로 강화부 모상산과 응하였다. 성벽의 전체 둘레는 685m이며 성 내부의 면적은 약 1,000m²정도이다. 성벽과 내부는 1985년까지 군부대가 주둔하여 많은 부분이 인위적으로 파괴된 상태이지만 남쪽 벽은 비교적 잘 남아 있다. 성벽이 잘 남아 있는 부분을 보면 성벽의 높이는 2~3m 정도이다. 성돌은 크기가 일정치 않은 장방형의 활석으로 바른층쌓기를 하였으며, 현재 10단 정도가 남아이다. 성내의 건물 터는 현재 4곳이 남아 있는데 주변에서 많은 양의 유물이 발견되고 있다. 이곳에서 출토되고 있는 유물은 삼국시대의 토기 조각과 기와 조각이 주류를 이루고 있다. 토기조각은 단가고배류, 인화문토기 합, 완 등이 주류를 이루며, 단경호와 시루 통도 발견된다. 기와는 격자문, 어골문, 선문, 복합문의 순으로 수습되는데, 대체로 신라-통일신라 시대의 유물들이 주류를 이루고 있다. 현재 발견되는 유물이나 쌓는 방법으로 보아 이 성은 신라 진흥왕 때 한강하류지역을 장악하고 쌓은 성이라고 판단되며, 통일신라 시대까지 서해안 지역을 방어하는 중요한 성으로 기능했던 것으로 추정된다.

## 같이 보기
- 수안산

## 참고 자료
- 김포 수안산성 - 국가유산청 국가유산포털